# NGC 3633
NGC 3633 é uma galáxia espiral (Sa) localizada na direcção da constelação de Leo. Possui uma declinação de +03° 35' 08" e uma ascensão recta de 11 horas, 20 minutos e 26,2 segundos.
A galáxia NGC 3633 foi descoberta em 23 de Março de 1887 por Lewis A. Swift.